# لاري غراي
لاري غراي (بالإنجليزية: Larry Gray)‏ هو أستاذ جامعي أمريكي، ولد في 26 يونيو 1954 في بلو أيلاند في الولايات المتحدة.

## وصلات خارجية
- الموقع الرسمي
- لاري غراي على موقع ميوزك برينز (الإنجليزية)
- لاري غراي على موقع أول ميوزيك (الإنجليزية)
- لاري غراي على موقع ديسكوغز (الإنجليزية)